# فهرست آثار درباره علی شریعتی
فهرست زیر حاوی آثار مربوط به علی شریعتی است:

## کتاب‌ها
- مسلمانی در جستجوی ناکجاآباد، علی رهنما، ترجمه کیومرث قرقلو، تهران: انتشارات گام نو، ۱۳۸۰. شابک ‎۹۶۴۷۳۸۷۱۰۵
- ققنوس عصیان (تألیف گروهی با آثاری از سوسن شریعتی، علی رهنما، یرواند آبراهامیان و...)، تهران: انتشارات قصیده‌سرا، ۱۳۸۱. شابک ‎۹۶۴۶۷۶۵۲۵۵
- طرحی از یک زندگی، پوران شریعت‌رضوی، تهران: انتشارات چاپخش، ۱۳۷۶. شابک ‎۹۶۴۵۵۴۱۹۰۵
- شریعتی و تفکر آینده ما، بیژن عبدالکریمی، تهران: نشر نقد فرهنگ، ۱۳۹۳. شابک ‎۹۷۸۹۶۴۹۳۷۷۸۷۲
- از شریعتی، عبدالکریم سروش، تهران: مؤسسه فرهنگی صراط، ۱۳۸۴. شابک ‎۹۶۴۵۶۳۳۱۸۴
- نیندیشیده مانده‌های فلسفی اندیشه معلم شریعتی، احسان شریعتی، تهران: به کوشش بنیاد فرهنگی دکتر شریعتی، ۱۳۷۹.
- شریعتی از نگاه سه نسل: گفتگو با محمدتقی شریعتی، سیدغلامرضا سعیدی، سوسن شریعتی و... ، میثم محمدی، تهران:انتشارات قلم نو، ۱۳۸۵. شابک ‎۹۶۴۹۶۶۰۴۷X
- دکتر شریعتی: جستجوگری در مسیر شدن، سید محمد حسینی بهشتی، تهران: انتشارات بقعه. شابک ‎۹۶۴۹۱۹۲۲۴۷
- تبارشناسی عقلانیت مدرن، محمدامین قانعی‌راد، ویراسته بیژن عبدالکریمی، تهران: انتشارات نقد فرهنگ، ۱۳۸۱. شابک ‎۹۶۴۹۳۷۷۸۴۰
- از دموکراسی تا مردم‌سالاری دینی: نگرشی بر اندیشه سیاسی شریعتی و زمانه او، صادق زیباکلام، تهران: انتشارات روزنه. شابک ‎۹۶۴۳۳۴۱۳۲۱
- تقلیدگری و مدرنیته از دیدگاه دکتر شریعتی، وحید قربانی، تهران: انتشارات اخوان، ۱۳۸۴. شابک ‎۹۶۴۹۲۸۵۵۴۷
- آخرین پرونده: آلبوم عکس‌های علی شریعتی، سوسن شریعتی و مقدمه مونا شریعتی، تهران: مؤسسه بنیاد فرهنگی دکتر علی شریعتی، ۱۳۸۵.
- شریعتی، ایدئولوژی، استراتژی، حسن یوسفی اشکوری، تهران: انتشارات چاپخش، ۱۳۷۷. شابک ‎۹۶۴۵۵۴۱۱۲۳
- کاربرد آیات قرآن در اندیشه دکتر علی شریعتی، امیر رضایی، تهران: انتشارات الهام، ۱۳۸۷. شابک ‎۹۶۴۶۰۷۱۴۴۹
- مکتب شریعتی، سیدعباس موسوی، تهران: انتشارات دانش‌بیگی، ۱۳۸۸. شابک ‎۹۷۸۹۶۴۷۰۸۴۴۰۶
- دکتر علی شریعتی، ناصر نادری، تهران: انتشارات مدرسه.
- شریعتی: راه یا بیراهه، رضا علیجانی، تهران: انتشارات قلم، ۱۳۸۱. شابک ‎۹۶۴۳۱۶۰۹۰۴
- شریعتی شناسی: اصلاح انقلابی، رضا علیجانی، تهران: انتشارات یادآوران، ۱۳۸۱.
- رند خام، شریعتی شناسی: زمانه، زندگی و آرمان‌های شریعتی»، رضا علیجانی، تهران: انتشارات قلم، ۱۳۸۱. شابک ‎۹۷۸۹۶۴۳۱۶۱۹۲۷
- شریعتی، متفکر فردا، هاشم آغاجری، تهران: انتشارات ذکر، ۱۳۷۹. شابک ‎۹۶۴۳۰۷۱۳۶۷
- شریعتی و بازفهمی دین، محمدیاسین دژاکام، تهران: انتشارات ذکر، ۱۳۸۱. شابک ‎۹۶۴۳۰۷۱۶۹۳
- شریعتی و غرب، رضا علیجانی، تهران: انتشارات قلم، ۱۳۸۸. شابک ‎۹۷۸۹۶۴۳۱۶۲۰۴۷
- دکتر علی شریعتی، روح‌الله حسینیان، تهران: مرکز اسناد انقلاب اسلامی. شابک ‎۹۷۸۹۶۴۴۱۹۲۱۲۸
- میزبان، جواد؛  مجموعه‌ی مقالات همایش بازشناسی اندیشه‌های دکتر علی شریعتی ۲۰ و ۲۱ مهرماه ۱۳۷۹ دانشگاه فردوسی مشهد  ۳ج، مشهد، دانشگاه فردوسی؛ ۱۳۸۰؛ وزیری؛ نرم.
- باقرزاده ارجمندی، سیداحمد؛ شناسنامه یک زندگی: شریعتی به روایت شریعتی، چ ۱، تبریز: دانشگاه تبریز؛ ۱۳۸۴؛ ۵۹۴ص؛ وزیری؛ نرم؛ اعلام. شابک ‎۹۶۴۷۵۸۹۳۳۶
- شریعتی در جهان، حمید احمدی، تهران: شرکت سهامی انتشار، ۱۳۶۶. شابک ‎۹۶۴۵۷۳۵۰۲۵
- دکتر شریعتی از دیدگاه شخصیت‌ها، جعفر پژوم: نشر اشراقیه، ۱۳۷۶.
- شریعتی و سروش: بررسی مقابله‌ای آراء و نظریات، سیدبهنام عربی زنجانی، تهران: آریابان، ۱۳۸۰. شابک ‎۹۶۴۹۲۰۰۷۷۰
- مردی از خاکستان، طاها حجازی، تهران: انتشارات آگاه، ۱۳۶۴. شابک ‎۹۶۴۹۱۳۵۴۱۳
- حکایت‌هایی از زندگی دکتر شریعتی، شعبانعلی لامعی، تهران: انتشارات رامند، ۱۳۷۸. شابک ‎۹۶۴۹۱۵۵۵۴۶
- میعاد با علی، حسن یوسفی اشکوری: نشر تفکر، ۱۳۷۲.
- ده مقاله در جامعه‌شناسی دینی و فلسفه تاریخ، با تأملی در زندگی و اندیشه دکتر شریعتی، غلامعباس توسلی: انتشارات قلم، ۱۳۶۴. شابک ‎۹۶۴۳۱۶۱۰۳x
- علی شریعتی، الهام یوسفی: انتشارات کتاب دانشجویی، ۱۳۸۹.
- عروج از کویر، حیدر شجاعی و مصطفی حیدری، انتشارات شهر پدرام، ۱۳۹۷.

## مقاله‌ها
- باقرزاده ارجمندی، سیداحمد؛ شریعتی افشاگر زر و زور و تزویر، منتشر در کتاب  مجموعه‌ی مقالات همایش بازشناسی اندیشه‌های دکتر علی شریعتی ۲۰ و ۲۱ مهرماه ۱۳۷۹ دانشگاه فردوسی مشهد  ص ۴۱ـ۵۲.
- باقرزاده ارجمندی، سیداحمد؛ بازخوانی پروژه‌ نامه‌ی آیت‌الله مطهری به آیت‌الله خمینی؛ 	چشم‌انداز ایران، ۳۴ (آبان و آذر ۱۳۸۴)؛ ص ۱۱۷ـ۱۲۵